# EC Internacional (Lages)
EC Internacional , meestal Inter de Lages is een voetbalclub uit de Braziliaanse stad Lages in de deelstaat Santa Catarina.

## Geschiedenis
De club werd opgericht in 1949. Op dit moment was er nog geen georganiseerde competitie in de staat, maar was het Campeonato Catarinense een soort eindronde van regionale kampioenschappen. In 1959 slaagde de club er voor het eerst in de eindronde te bereiken. Na een nieuwe deelname in 1960 kwam een volgende deelname pas in 1964, toen de club vicekampioen werd achter Olímpico. In 1965 slaagde de club erin om de staatstitel te winnen. Hierdoor mocht de club in 1966 deelnemen aan de Taça Brasil, de nationale eindronde voor staatskampioenen. Inter nam het op tegen Ferroviário de Curitiba en speelde eerste gelijk, maar verloor de terugwedstrijd en was uitgeschakeld. 
Vanaf 1967 kwam er een eenvormige competitie in de staat. De club speelde er tot 1995 met uitzondering van seizoen 1989 en 1990. Nadat de club enkele jaren geen profvoetbal speelde keerden ze terug in 2001 en 2002. Na opnieuw een jaar zonder profvoetbal begon de club opnieuw in de Série C, die pas opgericht was als derde profklasse. Het duurde tot 2007 vooraleer de club kon promoveren. Na een onmiddellijke degradatie speelde de club opnieuw vier jaar in de Série C. In 2014 stootte Inter meteen door naar de Série A. De club eindigde meteen vierde en mocht zo deelnemen aan de nationale Série D, maar werd daar laatste in de groepsfase. Ook in 2016 nam de club deel aan de Série D en bereikte nu de derde ronde, waar ze verloren van Ituano. Nadat de club in 2017 in de eerste ronde van de Série D werd uitgeschakeld konden ze in 2018 de tweede ronde bereiken, waar ze verloren van Uberlândia. Dat jaar degradeerde de club ook uit de hoogste klasse van de staatscompetitie.

## Erelijst
Campeonato Catarinense
1965

## Bekende (ex-)spelers
- Lázaro Vinícius